# Bengt-Erik Grahn
Bengt-Erik Grahn, född 30 april 1941 i Kittelfjäll, död 21 november 2019 på Lidingö, var en svensk alpin skidåkare. Han tävlade för Tärna IK Fjällvinden och vann sex individuella SM-guld i utförsåkning. Han var Sveriges bästa slalomåkare under 1960-talet, och tog 1967 en andraplats vid en världscupdeltävling i slalom.

## Biografi

### Bakgrund och svenska framgångar
Grahn var same och  född i Dikanäs i Vilhelmina kommun, i Lappland. Han växte upp i närbelägna Kittelfjäll och gick de första sex åren på nomadskolan i Tärnaby. Under 1970-talet utbildade han sig till idrottslärare och var sedan länge bosatt på Lidingö.
Grahn var Sveriges bäste slalomåkare under 1960-talet. Han vann sex individuella SM-guld i utförsåkning, varav tre i storslalom, två i slalom och ett i störtlopp. 1963 vann han alla SM-guld som fanns, både individuellt och i lag i slalom, storslalom och störtlopp.

### FIS, Världscupen och VM
Grahns främsta placering i den alpina världscupen är andraplatsen efter Jean-Claude Killy i Kitzbühels slalomtävling 1967. Han vann också flera FIS-tävlingar (föregångaren till alpina världscupen), och hans första internationella framgång var tredjeplatsen 1960 i Wengens slalomtävling.
I VM i Portillo 1966 ledde han slalomtävlingen efter första åket med närmare två sekunder. I slutet av andra åket körde han dock ur.

### Olympiska spel
Grahns bästa resultat i olympiska spel är 31:a plats i störtloppet i 1964 års tävlingar i Innsbruck. Vid samma OS körde han ur i första åket i slalom. I storslalom diskvalificerades han (efter grensling?); hans sluttid noterades dock till 2.01,22.
1968 nådde Grahn 54:e plats i storslalom, efter en 27-plats i första åket. I slalomtävlingen låg han trea efter första åket, men i andra åket körde han ur.
Även 1960 deltog Grahn i Sveriges landslag till OS (som ende alpine representant). Han skadade sig dock på träningen där och kunde inte ställa upp i själva tävlingen.

### Efter karriären
Grahn arbetade efter karriären som idrottslärare på Lidingö, där han fram till sin död var bosatt. 2014 deltog han i arbetet på att få de samiska sommarmästerskapen till Bosön, och även 1998 deltog han i det årets arrangemang av same-SM.

### Familj och släkt
Även Grahn-bröderna Alf, Tore, Sune, Göte och Axel har vunnit individuella och/eller lag-SM i utförsåkning. Alla tävlade för Tärnabyklubben Tärna IK Fjällvinden. Den ende i brödraskaran som inte tävlade i skidåkning var Gösta. Dessutom fanns (de icke-tävlande) systrarna Svea, Karin, Lis-Marie och Ann-Katrin. Bengt-Erik Grahn är begravd på Dikanäs kyrkogård.

## Eftermäle
Bengt-Erik Grahn var IK Fjällvindens första stora internationella stjärna, och han sägs ha varit Ingemar Stenmarks främsta förebild. I Kittelfjälls skidanläggning finns "Bengt-Eriks löpa"  ("B-E:s löpa") till minne av hans karriär. Backen var Grahns tidigare träningsbacke.
Galenskaparna och After Shave har gjort en hyllningssång om Bengt-Erik Grahn. Det är "YMCA" fast med en annan text (på svenska).
| ”                                               | Man blir så glad att se Bengt-Erik Grahn, Bengan min vän, överallt är du känd. Bengan min vän, du har blivit legend. | „ |
| – Knut Agnred/Galenskaparna & After Shave, 1989 | |   |

## Meriter

### Olympiska spel[2]
- 1964 – 31:a i störtlopp
- 1968 – 39:a i storslalom

### Alpina världscupen[14]
- 1967-01-22, Kitzbühel – 2:a i slalom
- 1969-02-17, Kranjska Gora – 10:a i slalom
- 1969-12-21, Lienz – 10:a i slalom

### Svenska mästerskap
- 6 individuella SM-guld i utförsåkning:

– 3 i storslalom
– 2 i slalom
– 1 i störtlopp

## Källhänvisningar
1. 1 2 3 4  Grimlund, Lars (2011-08-24): "Lidingö centrum 14.45". Arkiverad 5 december 2014 hämtat från the Wayback Machine. DN.se. Läst 27 november 2014.
2. 1 2 3 4 5 6  "Bengt-Erik Grahn". Arkiverad 19 augusti 2011 hämtat från the Wayback Machine. Sports-reference.com. Läst 27 november 2014. (engelska)
3. ↑  https://www.aftonbladet.se/sportbladet/a/VbrRrW/bengt-erik-grahn-ar-dod
4. ↑  "Världens bästa skidby - Tärnaby!". Tarnabyfjallhotell.com. Läst 27 november 2014.
5. ↑  "Föreningen". Arkiverad 4 december 2014 hämtat från the Wayback Machine. T.I.K. Fjällvinden, 2014-07-24. Läst 27 november 2014.
6. ↑  ”När Bengt-Erik Grahn ledde stort i slalom men föll strax före mål”. alpinavm.menmo.se. Arkiverad från originalet den 10 september 2007. https://web.archive.org/web/20070910225207/http://alpinavm.menmo.se/alpinavm/news.html?customerId=1&newsId=1513.
7. ↑  "Squaw Valley 1960". Sok.se. Läst 27 november 2014.
8. 1 2 3 4  "Bengt-Erik Grahn". Iglooski.se, 2014. Läst 27 november 2014.
9. 1 2  "En av VILHELMINAS KÄNDA SPORTPROFILER". Arkiverad 5 december 2014 hämtat från the Wayback Machine. Lappland-hall-of-fame.se. Läst 27 november 2014.
10. ↑  Bengt-Erik Grahn på Sveriges Olympiska Kommittés webbplats
11. ↑  Jörgen Heikki (2014-01-09): "Ulf och Bengt-Erik vill ha Same-SM till Bosön". Sverigesradio.se. Läst 27 november 2014.
12. 1 2 3  Holm, Stefan (2004-01/2007-02-03): "Med slalomhimlen runt hörnet". Aftonbladet.se. Läst 27 november 2014.
13. ↑  Grahn, Bengt Erik på SvenskaGravar.se
14. ↑  "GRAHN Bengt Erik". Fis-ski.com. Läst 27 november 2014. (engelska)